# Семунция
Сему́нция — древнеримская единица измерения веса, соответствовавшая 1/24 либры или 1/2 унции. Дословно термин означает «половина унции» — лат. semi uncia. Обозначением семунции служили служили знаки Σ, Є, £. Вес семунции соответствовал 13,584 г.
Относительно непродолжительное время в Римской республике, а также в ряде италийских городов, чеканилась бронзовая монета семунция. В начале второй Пунической войны (218—202 гг. до н.э.) римские войска потерпели ряд тяжёлых поражений. Для покрытия военных расходов вес основной денежной единицы асса был снижен вдвое. Соответственно чеканившиеся семунции (1/24 асса) не соответствовали своему весовому аналогу.
Чеканка семунций окончательно прекратилась около 180 года до н. э..